# Adolf Schimon
Adolf Schimon (* 29. Februar 1820 in Wien; † 21. Juni 1887 in Leipzig) war ein österreichisch-deutscher Pianist, Gesangslehrer und Komponist.

## Leben
Adolf Schimon war der Sohn des in Buda geborenen Sängers und Malers Ferdinand Schimon, der 1821 mit ihm nach München kam und bis 1840 am dortigen Hoftheater sang. Adolf erhielt sehr früh Klavierunterricht bei Caroline Perthaler und trat schon im November 1831 mit einem Klavierkonzert von Friedrich Kalkbrenner öffentlich auf. 1834 gab er sein erstes Konzert in Augsburg und im Februar 1836 ein „Großes Vocal- und Instrumental-Concert“ im Münchener Odeon.
Am Conservatoire de Paris studierte er ab 1837 bei Henri Montan Berton und Fromental Halévy, Komposition und Klavierspiel und ließ dort auch seine Stimme durch Marco Bordogni und Davide Banderali ausbilden. 1840 ging er zu weiterem Gesangsstudium nach Florenz, wo später am 12. Februar 1846 seine Oper „Alessandro Stradella“ uraufgeführt wurde. Um 1844 lebte er in Paris, wo er mit Anton Schindler, Stephen Heller und Julius Stern zusammentraf.
Er ging nach London und war von 1850 bis 1853 am Her Majesty’s Theatre als Korrepetitor tätig. Während dieser Zeit unternahm er Konzertreisen als Begleiter von Sängern wie Michael Balfe, Sims Reeves und Clara Novello. Es folgten 1854 vier Jahre in derselben Position an der Italienischen Oper in Paris, im Théâtre-Italien. Anschließend lebte Schimon wieder in Italien. Am 12. August 1858 führte sein Freund Friedrich von Flotow seine komische Oper „List um List“ am Hoftheater in Schwerin auf. 1872 heiratete er in Florenz die Sängerin Anna Regan. Er wirkte als Dirigent in verschiedenen Theatern in Deutschland, sowie später, ab 1874 als Gesangslehrer in Deutschland, zunächst am Konservatorium Leipzig, und von 1877 bis 1886 an der Königlichen Musikschule in München, wo er noch öfter als Klavierbegleiter in Liederabenden seiner Frau und des Wiener Sängers Gustav Walter auftrat. Anschließend kehrte er nach Leipzig zurück, wo er wieder am Konservatorium lehrte. Zu seinen Schülern in Leipzig gehörte Alwin Ruffini. Zu seinen Schülerinnen an der Königlichen Musikschule München gehörten die beiden späteren Sopranistinnen Emilie Welti und Emilie Feuge-Gleiss, von welchen letztere auch später in Leipzig von ihm unterrichtet wurde.